# Bruny
Bruny (niem. Brune)– wieś w Polsce, położona w województwie opolskim, w powiecie kluczborskim, w gminie Wołczyn.
W latach 1975–1998 miejscowość należała administracyjnie do województwa opolskiego.

## Nazwa
Według Heinricha Adamy'ego nazwa wywodzi się od polskiej nazwy urządzenia rolniczego - brony. W swoim dziele o nazwach miejscowości na Śląsku wydanym w 1888 roku we Wrocławiu wymienia jako najstarszą zanotowaną nazwę Bruny, Brona podając jej znaczenie "Eggendorf" czyli po polsku "Wieś bron". Niemcy fonetycznie zgermanizowali nazwę na Brune w wyniku czego utraciła ona swoje znaczenie.

## Historia
Od 1774 r, wieś posiadała pieczęc gminną, na której wizerunku przedstawiono bronę stojącą na jednym z rogów, zęby zwrócone w prawo.

## Integralne części wsi
| SIMC    | Nazwa        | Rodzaj  |
| ------- | ------------ | ------- |
| 0504870 | Chomącko     | kolonia |
| 0504887 | Jędrzejowice | kolonia |